# Banche svizzere
Le prime banche svizzere risalgono al Medioevo, grazie alla presenza di commercianti ebrei e lombardi.

## Le origini
Nel 1383, le città di Lucerna e Zurigo, crearono i primi cambi pubblici. Il cambio controllava la moneta in circolazione e accordava crediti. Nel XV secolo la solidarietà tra le banche svizzere e quelle dei paesi vicini, favorì lo scambio di prestiti. Anche il credito ipotecario, registrò un cambiamento; il pegno immobiliare, con rendita perpetua, divenne riscattabile, simile a quella che oggi viene chiamata obbligazione. Nel 1384 le banche, a seguito di questa trasformazione, erogarono i primi piccoli prestiti, concessi su pegno. Nel 1420 nel corso delle fiere di Ginevra, alcuni espositori fiorentini e lucchesi, aprirono succursali bancarie anche a Basilea. Nel corso del XV secolo, il cambio di Basilea, venne riorganizzato come banca pubblica dello Stato. La banca di Basilea, conosciuta come (Basler Stadtwechsel) operava come una banca centrale, ritirava monete di qualità scadente, acquistava e vendeva oro, ed offriva servizi, quali: titoli di credito, prestiti, trasferimenti di denaro, il tutto garantito dallo Stato.

## Le banche cantonali e private
Nel XVIII secolo il commercio aveva prodotto un importante accumulo di denaro, pubblico e privato, ciò convinse le banche a esportare i capitali, investendoli all'estero. Verso la fine del XVIII secolo nascono i primi commercianti-banchieri, i quali esercitavano esclusivamente l'attività bancaria, investendo denaro proveniente dalle banche svizzere in obbligazioni di stato, presso altri Stati europei: Germania, Francia, Danimarca, Inghilterra, Stati Uniti. Nel 1749 nasce una piccola banca a Poschiavo (Pozzy) che oltre che a vendere vino e tessuti concedeva crediti e amministrava i beni dei clienti. Nel 1798 a Lucerna fu fondata la prima banca privata (Falcini Junger & C), seguita da Ginevra, Basilea, Zurigo. Nel 1840 gli industriali e i commercianti svizzeri, proposero nei loro cantoni la creazione di Banche cantonali; nacquero così la Banca Cantonale di Berna, la Banca di Zurigo, ecc. Nel 1907 le banche cantonali si sono raggruppate nell'Unione delle Banche Cantonali Svizzere (UBCS). Nel 1938 le banche cantonali hanno fondato una centrale per gli assegni turistici, la cui attività è cessata nel 1974, sostituita dalla Swiss Bankers Travelers Cheque Centre trasformata nel 2008 in Società anonima, denominata Swiss bankers Prepaid Services S.A, tra gli azionisti figurano le banche cantonali che detengono il 25%.

## Le banche commerciali
Nel 1853 nascono le prime banche commerciali:
- Banca generale Svizzera fondata a Ginevra nel 1853
- Credito Svizzero fondata nel 1862
- Unione di Banche Svizzere UBS fondata nel 1912
- La Banca Commerciale di Basilea fondata nel 1863
- Banca Federale
- Banca Popolare Svizzera
- Banca Nazionale svizzera

## Le banche cooperative e le casse di risparmio
Nel 1862 nella renana-Heddesdorf, (comunità indipendente; dal 1904 annessa alla città di Neuwied) con  il sindaco Federico Guglielmo Raiffeisen, decide di raccogliere il denaro delle comunità sotto forma di risparmio; nasce così la prima banca cooperativa in Europa. Nel 1899, sulle orme della renana, nasce a Bichelsee-Balterswil comune del Canton Turgovia la prima banca cooperativa Raiffeisen svizzera. Nel 1902 viene costituita l'Unione Svizzera Raiffeisen, con sede a San Gallo.

## La crisi degli anni trenta
Nel corso del XX secolo, la Svizzera è divenuta una delle principali piazze finanziarie del mondo, con un numero significativo di banche, finanziarie, borse, assicurazioni, commercio. La crisi degli anni trenta segnò una notevole battuta d'arresto nella crescita delle grandi banche svizzere. Molte grandi banche fallirono, al contrario delle banche cantonali che godevano della garanzia statale. La legge federale dell'8 novembre 1934, stabilì alcune regole come la gestione e l'organizzazione delle banche, il rapporto tra fondi propri e fondi stranieri, la revisione dei conti, il segreto bancario.

## Le società del gruppo cooperativo Raiffeisen oggi
- Raiffeisen Schweiz (Luxemburg) Fonds Advisory
- Raiffeisen Leasing
- Fondazione di libero passaggio Raiffeisen
- Fondazione di Previdenza

## Curiosità
- La legislazione svizzera non usa il termine segreto bancario, ma quello di Bankkundengeheimnis ovvero, segreto dei clienti della banca.
- Nel 2006 apre a Ginevra la prima banca islamica, la Faisal Private Bank.[1]